# 136 (tal)
136 (hundratrettiosex eller etthundratrettiosex) är det naturliga talet som följer 135 och som följs av 137.

## Inom vetenskapen
- 136 Austria, en asteroid

## Inom matematiken
- 136 är ett jämnt tal
- 136 är det 16:e triangeltalet
- 136 är ett ikositetragontal
- 136 är ett centrerat triangeltal
- 136 är ett centrerat nonagontal